# Толна (місто)
Толна (угор. Tolna) — місто в центрі Угорщині, в медьє Толна. Населення — 12 184 осіб (2001). Толна розташована приблизно за 10 кілометрів на північний схід від обласного центру Сексарду, та за 10 кілометрах від Дунаю.

## Міста-побратими
- Штутензе, Німеччина
- Озун, Румунія
- Бодегравен, Нідерланди